# Uivar, Timiș
Uivar este satul de reședință al comunei cu același nume din județul Timiș, Banat, România.